# Ròmul Bosch i Catarineu
Ròmul Bosch i Catarineu (Barcelona, 26 de maig de 1889 - 24 de març de 1936) va ser un empresari català del sector tèxtil del cotó i un gran aficionat al col·leccionisme. A part del col·leccionisme d'obres d'art, el mar i els esports eren dues de les seves aficions preferides.

## Biografia
Fill de Ròmul Bosch Alsina i Maria Àngels Catarineu Ferran, era una família benestant catalana propietària de la colònia industrial Còdol-Dret, a Les Masies de Roda (Osona), la qual heretaria a la mort del seu pare. Era el petit de cinc germans, però no va poder conèixer la seva mare, que va morir poc dies després del part. La família vivia a la ciutat de Barcelona i a l'estiu anaven a Còdol-Dret, on Ròmul Bosch i Catarineu aprengué el negoci un cop arribà a l'edat adequada. Va cursar estudis a l'estranger, preparant-se per a la futura tasca empresarial, estudis que completà amb els coneixements pràctics adquirits durant els estius a la fàbrica.
Es va enamorar d'una jove d'origen humil, Carmen Rius i Paulí. La condició de la jove va fer que la família Bosch s'hi oposés al matrimoni, el qual no es va poder dur a terme fins que Carmen Rius era al llit, a punt de morir. Amb la unió, quedaven legitimitats els seus tres fills (Ròmulo, Remo i Juan Bosch i Rius).
La seva afició pel mar el va dur a ser protector del Club Natació Barcelona, també seria el seu president durant alguns anys i president honorari a perpetuïtat. L'altre gran afició va ser el col·leccionisme, arribant a reunir una col·lecció d'unes 2.535 peces, moltes d'elles de gran valor artístic. La seva gran sensibilitat artística el va fer participar en les subscripcions que duien a terme els Museus d'Art de Barcelona per tal d'adquirir obres que enriquissin els seus fons. Es coneix la seva participació en l'adquisició de l'Autoretrat i L'aficionat a les estampes, ambdues pintures a l'oli de Marià Fortuny.

## La colònia industrial Còdol Dret
La colònia Còdol Dret va néixer el 1862 i va ser el 1888 quan tota la fàbrica va ser adquirida per un sol dels seus socis, Ròmul Bosch i Alsina, el qual va passar a ser l'únic propietari. Es va preocupar pels seus treballadors i dotà la colònia d'església i escola, entre altres equipacions. A finals de segle, a la fàbrica es filava i teixia gràcies a 4.362 fusos de filar i a 76 telers.
L'any 1923 s'integraren a l'empresa els fills, constituint Fábricas de Rómulo Bosch, S.A. Ròmul Bosch i Catarineu hi exerciria el càrrec de gerent. El 1929, amb l'inici de la crisi cotonera i després de cinc anys essent una empresa familiar, Còdol-Dret s'adherí al grup Unión Industrial Algodonera, S.A. (UIASA), un grup format per dotze fàbriques.
Una bona part de la fàbrica es va cremar el febrer de 1939 a conseqüència del seu posicionament com a assentament republicà durant la Guerra Civil espanyola. Després d'unes reformes, la fàbrica torna a posar-se en funcionament. L'any 1940 va patir uns aiguats que produïren incomptables pèrdues. El 1944, després que molts problemes per l'escassetat de cotó i d'energia elèctrica fessin que la Union Industrial Algodonera vengués algunes de les seves fàbriques, els accionistes van vendre el grup d'empreses restants a Julio Muñoz Ramonet, passant a anomenar-se UNITESA. Còdol-Dret en formaria part fins a la seva desaparició sota les aigües de l'embassament de Sau, el 1964.

## La col·lecció
Ròmul Bosch i Catarineu va començar la seva pròpia col·lecció el 1923, d'ençà la mort del seu pare, el qual tenia una gran col·lecció de monedes que va donar al Gabinet Numismàtic Municipal de Barcelona. Va començar amb miniatures retrat i la seva passió i dedicació el va portar a constituir una de les col·leccions més importants de tot Europa pel que fa a aquesta especialitat. Totes aquestes peces no van ser mai donades a cap museu. El seu interès per l'art el va dur a reunir unes 2.535 peces, d'entre les quals destacaven una col·lecció d'arqueologia antiga i una de pintura i escultura romànica i gòtica catalana, a més de moltes obres de pintura barroca i més moderna, amb obres de primer nivell tant en l'àmbit nacional com l'internacional. Hom ha volgut segmentar el conjunt de la col·lecció en cinc grans grups d'obres: Les gòtiques i romàniques, les peces de vidre arqueològiques i eivissenques, les peces de pintura barroca flamenca francesa i espanyola, la pintura catalana contemporània i les miniatures.
El 1933 va exposar part de les seves pintures a la Sala Parés, com uns esbossos de La batalla de Wad-Ras de Fortuny i uns dibuixos caricaturescs de Picasso. Els esbossos de Fortuny van ser adquirits per un particular, i els dibuixos de Picasso van ser venuts l'any 1937 a la sala Christie's, de Londres. La finalitat de Ròmul Bosch i Catarineu era vendre el major nombre d'obres possible per tal de sobreviure a la crisi econòmica que assolava les seves fàbriques de la Unión Industrial Algodonera. L'any 1934, el sector del tèxtil tocava fons i Ròmul Bosch i Catarineu va haver de demanar un crèdit a l'Institut contra l'atur forçós de la Generalitat (ICAF) per tal de salvar el negoci. Va rebre un préstec, però, com a garantia, va haver de dipositar gran part de la seva col·lecció d'art en els Museus de Barcelona. Aquests, un cop van inventariar totes les peces, les van repartir, en funció de la seva naturalesa, entre el Museu Arqueològic, el Museu d'Arts Decoratives i el Museu d'Art de Catalunya, antecedent de l'actual MNAC.
El 1936, Ròmul Bosch i Catarineu va morir de manera sobtada i la seva col·lecció va romandre custodiada pels museus fins que l'any 1950, Julio Muñoz Ramonet, un personatge molt poderós, comprà la Unión Industrial Algodonera. Durant els anys de la guerra civil es van perdre moltes peces d'art, tant d'aquesta col·lecció com de moltes altres. Quan Julio Muñoz Ramonet va comprar aquest grup de fàbriques, i sense saber-ho, es va convertir en el nou propietari de la col·lecció d'art del difunt Ròmul Bosch i Catarineu. Un cop va fer front als diners aportats per l'ICAF l'any 34, va poder retirar dels Museus totes les obres que més li van interessar del contingent, sobretot els quadres i les miniatures. Els Museus van adquirir algunes d'elles, altres van ser donades pel nou propietari, però, sens cap mena de dubte, Julio Muñoz es va quedar amb la millor part. Obres d'artistes nacionals i internacionals, com Natura morta amb fruites de Marià Fortuny, Troncs d'olivera d'Anglada Camarasa, La Verge del Pilar de Francisco de Goya, L'Anunciació de El Greco, Retrat d'una dama de Luis Paret y Alcázar, i moltes d'altres, van sortir dels Museus de Barcelona per anar a decorar les estances de les cases de Julio Muñoz. A partir d'aquí, moltes obres es van dispersar i no s'ha sabut mai més el seu parador.
En total cent quaranta-tres peces d'art (pintura, escultura, dibuixos i gravats principalment) van passar a ser propietat del Museu d'Art, l'actual MNAC. Algunes es van perdre en els anys de la guerra civil. Nou d'elles s'exhibeixen de forma permanent en les sales d'art romànic i d'art gòtic; altres romanen catalogades en les sales de reserva del museu. En la col·lecció permanent, tenim, com a exemples del romànic, una Mare de Déu del frontal de Rigatell (Alta Ribagorça) i un conjunt de pintura mural de l'església de Sant Esteve d'Andorra. En les sales d'art gòtic destaquen dues de les peces que formaven el retaule de Sant Andreu de la catedral de Barcelona, obra de Lluís Borrassà. També és digne d'admiració el retaule d'estil gòtic internacional dedicat a Santa Bàrbara, del pintor valencià Gonçal Peris Sarrià i que prové de l'església de Puertomingalvo (Terol).